# داوید لوله
داوید لوله (انگلیسی: David Lelay؛ زادهٔ ۳۰ دسامبر ۱۹۷۹) دوچرخه‌سوار اهل فرانسه است.
از باشگاه‌هایی که در آن بازی کرده‌است می‌توان به تیم دوچرخه‌سواری اگریتوبل اشاره کرد.